# Keith Parkinson
Keith James Parkinson (Preston, 28 gennaio 1956) è un ex calciatore inglese, di ruolo difensore.

## Carriera
Gioca fino al 1976 nelle giovanili del Leeds Utd, club della prima divisione inglese, venendo però in realtà aggregato alla prima squadra già nella stagione 1975-1976, durante la quale gioca 4 partite di campionato; nella seconda metà degli anni '70 fa stabilmente parte della rosa del club, scendendo in campo in modo regolare nel corso degli anni ma comunque sempre con un ruolo da riserva: nei campionati tra il 1976 ed il 1981 gioca infatti rispettivamente 8, 5, 11 e 3 partite, a cui aggiunge anche 2 presenze nella Coppa UEFA 1979-1980. Nella prima parte della stagione 1981-1982 trascorre poi un periodo in prestito all'Hull City, con cui gioca una partita in quarta divisione; dopo un breve periodo nuovamente al Leeds United (con cui comunque non gioca ulteriori partite ufficiali) passa poi a titolo definitivo al Doncaster, club di terza divisione, con cui nella seconda metà della stagione gioca 5 partite di campionato, che sono di fatto anche le sue ultime in carriera.
In sei anni di carriera professionistica ha giocato complessivamente 37 partite nei campionati della Football League (31 delle quali in prima divisione).